# إيفان سليشكوفيتش
إيفان سليشكوفيتش (بالكرواتية: Ivan Slišković) مواليد 23 أكتوبر 1991 في كرواتيا، هو لاعب كرة يد كرواتي يلعب كظهير أيسر. يلعب حاليا مع نادي فيسبرم لكرة اليد ويحمل الرقم 91. مثل منتخب كرواتيا لكرة اليد. شارك في دورة الألعاب الأولمبية الصيفية سنة 2016.

## سجل المنافسة
شارك في البطولات التالية:
- بطولة العالم لكرة اليد للرجال 2015
- بطولة أوروبا لكرة اليد للرجال 2014
- بطولة أوروبا لكرة اليد للرجال 2016
- الألعاب الأولمبية الصيفية 2016

## روابط خارجية
- إيفان سليشكوفيتش على موقع الاتحاد الأوروبي لكرة اليد (الإنجليزية)
- إيفان سليشكوفيتش على موقع أوليمبيديا (الإنجليزية)